# Pierre Lescot
Pierre Lescot (Parigi, 1515 – Parigi, 1578) è stato un architetto francese.

## Biografia
Le notizie sulla sua formazione sono scarse, sappiamo che discendeva da una famiglia benestante, che si dedicò sin da giovane a studi in numerose discipline, dalla matematica alla pittura, ma indubbiamente fu influenzato dal trattato di Sebastiano Serlio e dalla Scuola di Fontainebleau.

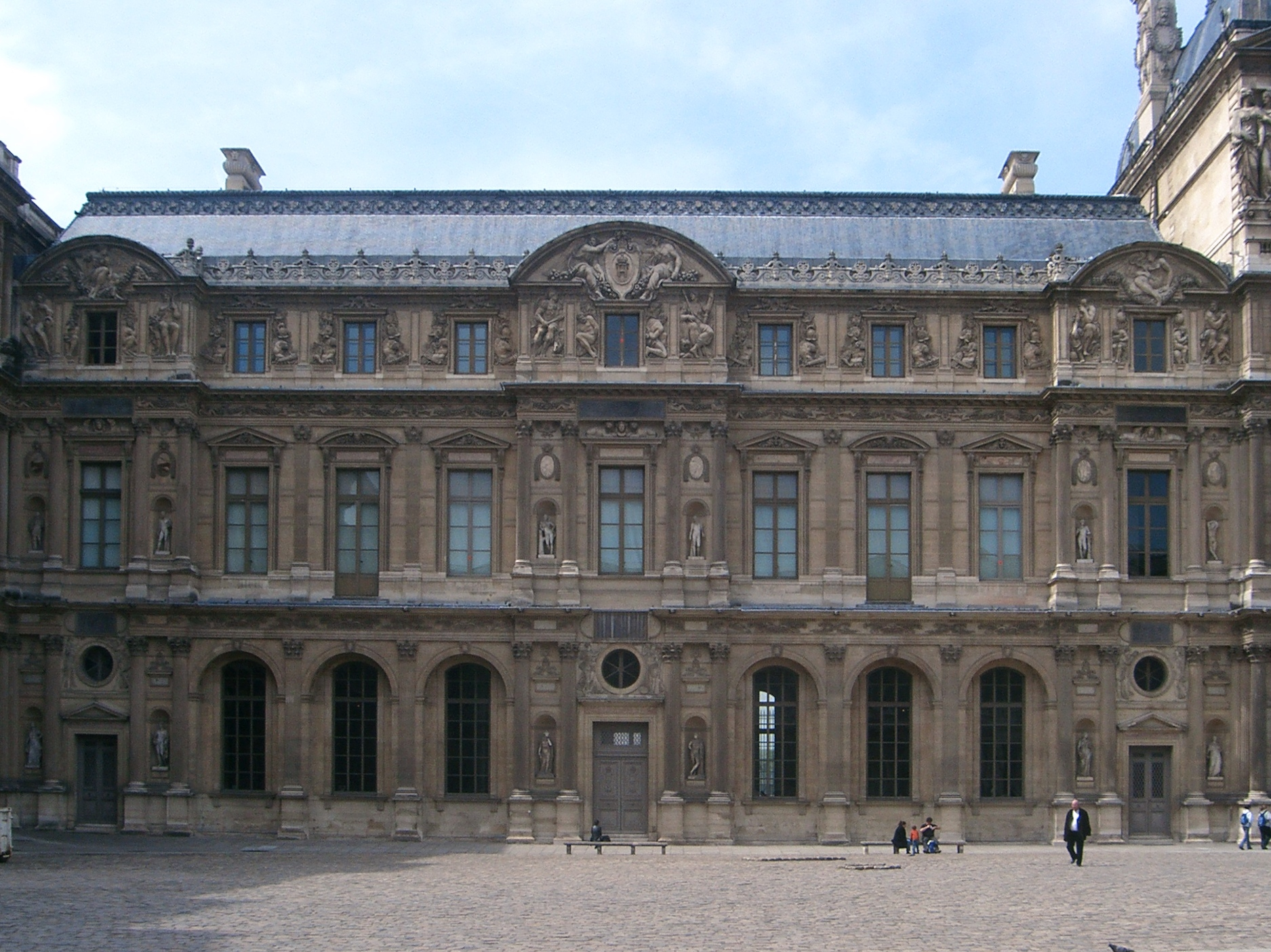
Palazzo del Louvre, l'ampliamento di Lescot

Assieme a Philibert Delorme rappresentò la prima generazione di architetti classicheggianti francesi dopo i capomastri e imitatori dello stile italiano nei primi decenni del XVI secolo. Soggiornò in Italia nel 1556.
La sua unica importante realizzazione giunta fino ai giorni nostri è rappresentata dal cortile quadrato del Louvre, un'opera innalzata tra il 1546 ed il 1551 e che ebbe notevole influenza per l'affermazione del classicismo in Francia tra i secoli XVI e XVII.
I lavori iniziarono sotto Francesco I e continuarono anche durante il regno di Enrico II; Lescot conferì all'edificio un carattere rinascimentale, con dettagli manieristi di notevole raffinatezza derivati dalla sua collaborazione con lo scultore Jean Goujon.
Alcune tracce dell'opera di Lescot si riscontrano nell'Hôtel Carnavalet (1550 circa), mentre ricostruita è la sua Fontana degli Innocenti, sempre a Parigi (1549).